# Picot garser gros
El picot garser gros (Dendrocopos major) és una espècie d'ocell de l'ordre dels piciformes i el més popular dels picots europeus.

## Morfologia
Fa 23-26 cm de llargària total i 38-44 d'envergadura alar. Vesteix de color blanc i negre, amb unes taques vermelles darrere el cap que actuen com uns senyals reflectors quan l'ocell colpeja els arbres. Una part del ventre també és de color vermell. El bec és negre. Les potes són d'un gris verdenc. La femella és igual que el mascle llevat de la taca rogenca de la nuca.

## Subespècies
- Dendrocopos major anglicus (Hartert, 1900).[1] Illes Britàniques[2]
- Dendrocopos major beicki (Stresemann, 1927).[3] Gansu (Xina)[2]
- Dendrocopos major brevirostris (Reichenbach, 1854).[4] Des de l'oest de Sibèria fins al riu Amur, Manxúria, el Mar d'Okhotsk, Mongòlia i Tien Shan[2]
- Dendrocopos major cabanisi (Malherbe, 1854).[5] Des del sud de Manxúria fins a Myanmar, Laos, Vietnam i el sud-est de la Xina (incloent-hi Hainan)[2]
- Dendrocopos major canariensis (Koenig, 1889).[6] Tenerife (Illes Canàries)[2]
- Dendrocopos major candidus (Stresemann, 1919).[7] Rússia, Romania i Bulgària[2]
- Dendrocopos major hainanus (Hartert & Hesse, 1911).[8] Illa de Hainan (Xina)[2]
- Dendrocopos major harterti (Arrigoni degli Oddi, 1902).[9] Còrsega i Sardenya[2]
- Dendrocopos major hispanus (Schluter, 1908).[10] península Ibèrica[2]
- Dendrocopos major italiae (Stresemann, 1919).[11] Des dels Pirineus fins a Suïssa i Itàlia[2]
- Dendrocopos major japonicus (Seebohm, 1883).[12] Des de Manxúria fins a Sakhalín, les Illes Kurils, Corea i el Japó (Hokkaido, Honshu i Tsushima)[2]
- Dendrocopos major kamtschaticus (Dybowski, 1883).[13] Kamtxatka i la costa del Mar d'Okhotsk[14][2]
- Dendrocopos major major (Linnaeus, 1758).[15] Des d'Escandinàvia i l'oest de Sibèria fins als Urals, Polònia i Ucraïna[2]
- Dendrocopos major mandarinus (Malherbe, 1857).[16] Sud i sud-est de la Xina.[2]
- Dendrocopos major mauritanus (C. L. Brehm, 1855).[17] Marroc[2]
- Dendrocopos major numidus (Malherbe, 1843).[18] Tunísia i nord d'Algèria[2]
- Dendrocopos major paphlagoniae (Kummerlowe & Niethammer, 1935).[19] Nord de Turquia.[2]
- Dendrocopos major parroti (Hartert, 1911).[20] Còrsega[2]
- Dendrocopos major pinetorum (C. L. Brehm, 1831).[21] Des de les Illes Britàniques, França i Centreeuropa fins a Itàlia, el riu Volga, els Balcans, Turquia, Ucraïna i el Caucas[2]
- Dendrocopos major poelzami (Bogdanov, 1879).[22] Territoris de la mar Càspia[2]
- Dendrocopos major stresemanni (Rensch, 1924).[23] Xina (Qinghai, Gansu, Yunnan, Shaanxi i Sichuan), el Tibet i Myanmar[2]
- Dendrocopos major tenuirostris (Buturlin, 1906).[24] Crimea, el Caucas i la Transcaucàsia[2]
- Dendrocopos major thanneri (le Roi, 1911).[25] Gran Canària (Illes Canàries)[2]
- Dendrocopos major wulashanicus (Cheng, Xian, Zhang & Jiang, 1975).[26] Mongòlia Interior (República Popular de la Xina)[27][28][29][30]

## Ecologia
Viu a la regió paleàrtica: des de Canàries i el nord d'Àfrica fins al Japó, evitant les estepes de l'Àsia central. Manca a les Balears.
Es troba en tota mena de boscos ben conservats, fins i tot en boscos de ribera, encara que prefereix els de la muntanya mitjana i alta.
Fa un vol ondulat. És sedentari a la major part de la seua àrea de distribució menys a les regions més fredes.
Menja insectes i llurs larves, i matèria vegetal (saba dels arbres, pinyons, etc.). També és conegut que el picot garser gros depreda nius d'altres espècies per menjar-se'n els polls.
Els nius els estableix, principalment, entre els 1800 i els 2.000 m d'altitud i consisteixen en uns forats (fets per ell o una altra espècie) esfèrics i sense material al seu interior. Al maig-juny la femella hi pon 4 o 7 ous de color blanc que ella mateixa covarà durant el dia i el mascle durant la nit al llarg de 16 dies. Els pollets, alimentats per ambdós pares, deixaran el niu al cap de 19-20 dies. El niu, rarament, serà emprat una altra vegada un cop els pollets l'abandonin.

## Estat de conservació
Les seues principals amenaces són la caça il·legal i la destrucció de l'hàbitat pels incendis forestals, la desforestació (sobretot dels arbres més vells), la desaparició dels boscos de ribera i la tala d'arbres. Tot i així, actualment les poblacions d'aquesta espècie es consideren estables a Espanya, i, fins i tot, a moltes zones es troba en fase d'expansió. Viuen dins el arbres, piquen el arbre i es fan la seva propia hàbitat

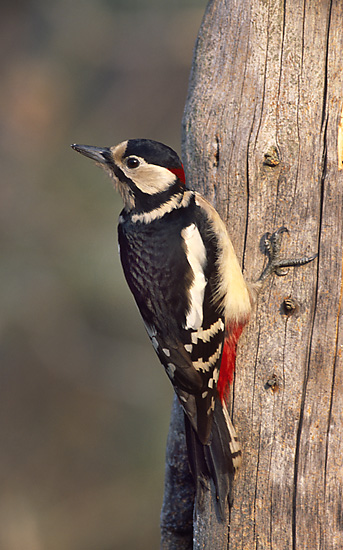
Un picot garser gros enfilant-se per un tronc
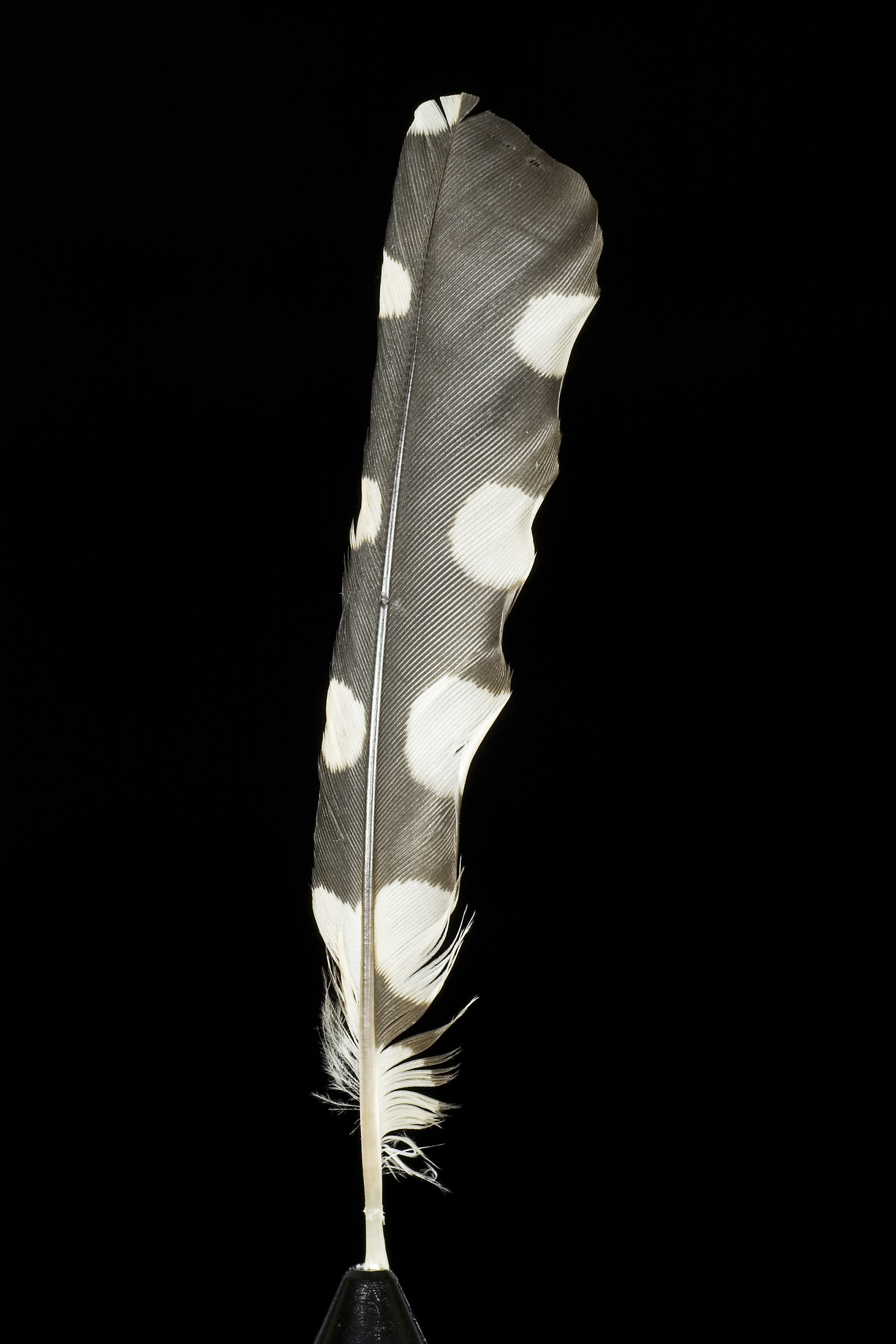
Ploma de 9 cm
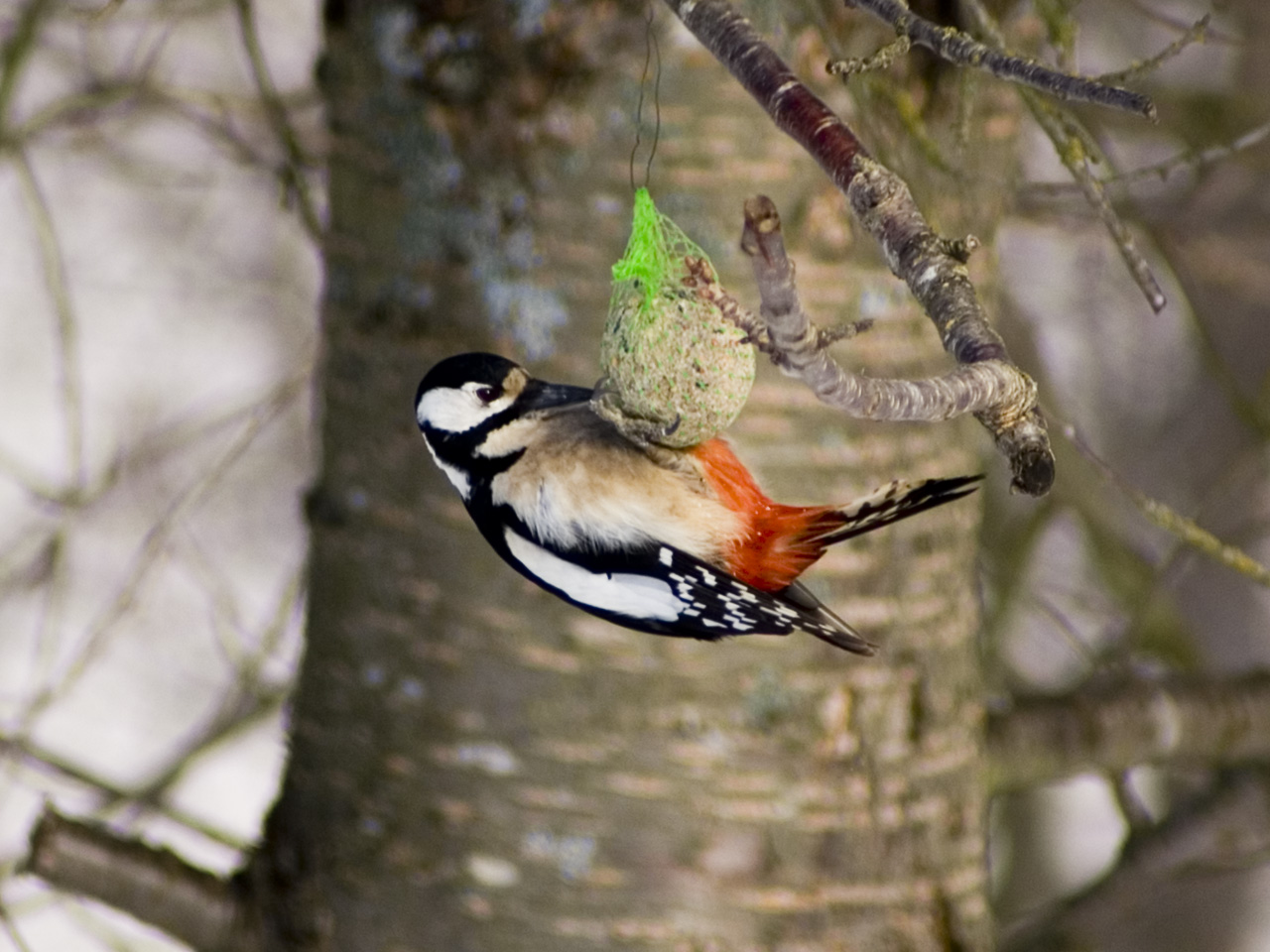
Picot garser gros
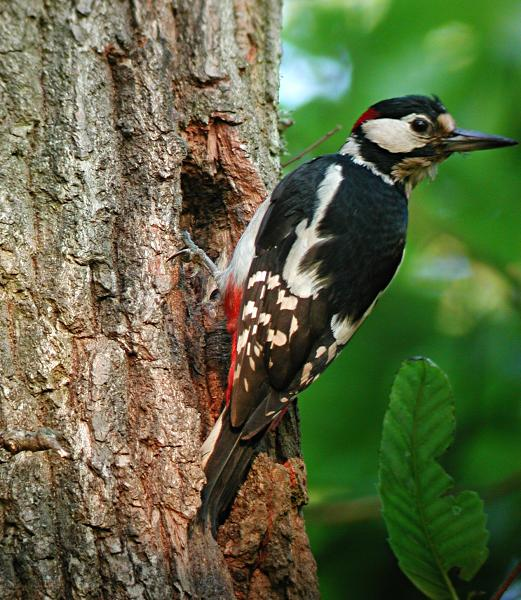
Exemplar fotografiat a Yvelines (França)
- Vídeo enregistrat al nord de Baviera (Alemanya)